# Loučná (Jindřichovice)

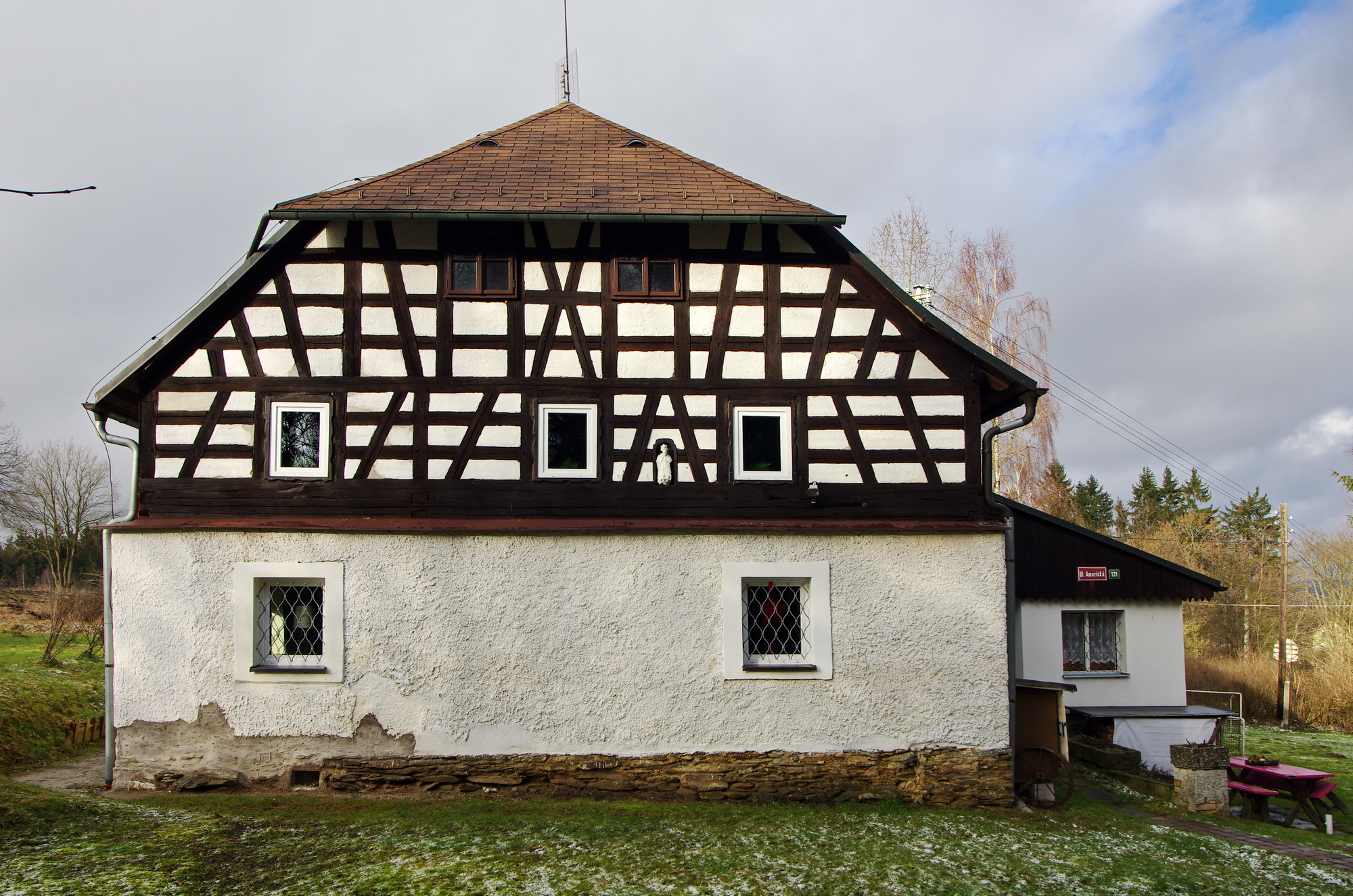
Fachwerkhaus Nr. 131

Loučná (deutsch: Waitzengrün) ist eine Grundsiedlungseinheit der Gemeinde Jindřichovice in Tschechien. Das Dorf liegt etwa 3 km westlich des Hauptortes Jindřichovice (Heinrichsgrün) sowie etwa 12 km Luftlinie nördlich von Sokolov (Falkenau) in Nordwestböhmen.

## Geschichte
Der Ortsname mit dem Suffix „grün“ weist auf eine Rodungsgründung des Hochmittelalters im Zuge der deutschen Ostkolonisation hin. Erstmals urkundlich erwähnt wurde der Ort im Jahre 1408. Im 16. Jahrhundert gehörte Weitzengrün zum Schlick’schen Herrschaftsbereich des Amtes Heinrichsgrün. Nach dem Dreißigjährigen Krieg und der Auflösung des Großteils der Schlick’schen Herrschaften fiel mit Heinrichsgrün auch Weitzengrün an die Grafen Nostitz. Die Bewohner des Ortes waren überwiegend in der Landwirtschaft tätig. Daneben existierten in Ortsnähe eine Wasenmeisterei und eine Ziegelei. 
Ab 1849 gehörte die Gemeinde Waitzengrün zum Gerichtsbezirk Graslitz und ab 1868 zum Bezirk Graslitz. Nach dem Münchner Abkommen wurde Waitzengrün 1938 dem Deutschen Reich zugeschlagen und war bis 1945 Teil des Landkreises Graslitz. 1945 kam das Dorf zur Tschechoslowakei zurück. Nach der Vertreibung der ausschließlich deutschsprachigen Bewohner bis Oktober 1946 wurden die meisten Häuser mit Leuten aus Innerböhmen besiedelt. 1948 erhielt die Gemeinde Waitzengrün den neuen Namen Loučná. Fünf Jahre später erfolgte die Eingemeindung nach Jindřichovice. Am 1. April 1980 verlor Loučná den Status eines Ortsteiles.
Der Ort bildet den Katastralbezirk Loučná v Krušných horách.

## Häuser- und Einwohnerzahlen
| Jahr | Häuser | Einwohner |
| ---- | ------ | --------- |
| 1523 | 7      |           |
| 1590 | 10     |           |
| 1660 | 8      |           |
| 1714 | 13     | 54        |
| 1783 | 18     | 104       |
| 1847 | 35     | 281       |
| 1900 | 41     | 277       |
| 1930 | 45     | 203       |
| 1939 |        | 187       |
| 2014 |        | 15        |

## Sehenswürdigkeiten
- Denkmalgeschütztes Fachwerkhaus Nr. 131
- Sommereiche am Ortsrand (Baumdenkmal)
- Gedenkstein der erloschenen Gemeinde, errichtet 2007